# MG149案
MG149案，是2014年臺北市長選舉期間的爭議事件。無黨籍市長候選人柯文哲為國立臺灣大學醫學院附設醫院加護病房外科主任、並擔任臺大醫院MG149專戶的計劃主持人。中國國民黨立委羅淑蕾質疑柯文哲在MG149之外私设账户，涉嫌貪污、洗錢、逃漏稅等。对MG149账户本身，監察院審計部調查後认为「未發現違反《會計法》及該院『學術研究支援專款管理要點』等相關規定情事」。2015年7月台北地检署将此案由他字案转为侦字案。
2016年6月8日，台北地檢署偵結，檢察官認為柯文哲涉嫌違反貪污治罪條例罪及涉犯刑法背信、詐欺取財、行使業務登載不實文書、公務員假借職務機會煽惑他人犯罪及違反商業會計法、稅捐稽徵法等罪嫌，均因罪嫌不足，予以不起訴處分。台北地檢署依職權送台灣高檢署再議，高檢署認為台北地檢署認事用法並無違誤，7月15日駁回再議，全案不起訴處分確定。

## 背景
MG149帳戶，全稱為「外科加護病房醫療經費MG149研究專戶」，是台大醫院外科加護病房為支持學術研究及外科重症臨床研究，依「台灣大學附設醫院學術研究支援專款管理要點」，於民國八十九年八月成立「外科加護醫療經費（代號：MG149）」，接受社會人士及企業捐款。所有款項用於各項服務，包括補助貧困病患的自費項目、購置臨床醫療設備等；為提升國內醫師水準，該經費也長期補助補助台大年輕醫師、研究生進行研究計畫，且其補助不分科別。因為年輕的醫師申請經費較難，研究經費常常不足，過去十多年，MG149已經協助三十幾位台大的年輕醫師以及研究生。
MG149相關帳戶下，分為「公帳」、「個別帳」，以及不屬於MG149下但相關的「SICU私帳」。此區分係因經費來源不同，區分如下：
- 公帳：以團隊名義申請來自國科會、國衛院、院際合作計畫、院內研究計畫、各項研究計畫及企業或個人捐款等等。
- 個別帳：「個別帳」為研究經費的預算控制帳，非實體存在的帳戶。係個別醫師申請來自國科會、國衛院、院際合作計畫、院內研究計畫、各項研究計畫及企業或個人指定捐款等等。依專款專用原則，編制專帳控制預算支出之記錄。「公帳」、「個別帳」屬公款，其動支均需遵循台灣大學附設醫院學術研究支援專款管理要點依法辦理。
- SICU私帳：為外科加護病房團隊私人繳交之互助金，非屬公款 [7]。

## 羅淑蕾指控
2014年9月10日，立法委員羅淑蕾公開指控柯文哲洗錢，公然教唆、協助他人逃漏稅。全案進入檢方調查程序。
主要指控項目為：
1. 提供對外服務為洗錢之用，匯入公帳，由私帳洗出現金則扣10%洗錢費用。
2. 將錢捐到MG149，先存入再領出以便抵扣所得稅，利用MG149買私人物品或出國經費。
3. 回避台大會計稽核，帳本1式2份，都有真(true)假(false)之別。
4. MG149對外募款來源包括柯文哲家人與應該迴避的葉克膜廠商，質疑利益輸送。
5. 不經MG149，仍以5-5分帳，質疑資金進私帳。

## 2014年時間軸與回應

### 9月11日：柯文哲陣營的回應
- 當柯文哲陣營被指私賬逃稅，柯陣營氣憤的說「這是魚目混珠」、柯文哲回應：「我非常厭倦這種抹黑、這種選戰打法，我們陣營沒有像蔡正元、羅淑蕾這種人。如果連勝文拿羅淑蕾的話同樣來講，我親自上陣回答，你問什麼，我答什麼，但是用這種方法，這就是宇昌案」。
- 柯文哲首次回應，稱沒有一塊錢進入他的口袋，所有錢都進到台大醫院帳戶，由會計系統運作。又說︰「你到底是要指控我，還是台大醫院？那錢全部在台大醫院的賬戶裡面[9][10]。」
- 發出聲明稿，表示柯美蘭在2001年到2009年以台大醫學院生理所博士研究生身分，申請研究經費，經費申請流程、條件完全符合規範，且在2010年6月已將過去所接受的經費全數返還。請連陣營停止烏賊抹黑、惡意栽贓。
- 柯陣營總幹事姚立明在(年代新聞台) 新聞面對面節目中認為羅淑蕾變造表格。
- 對手國民黨的參選人連勝文說，羅淑蕾擔任過會計師、有專業上的基礎。據他了解，吳是被要求加入MG149帳戶中，但所有私帳都是由柯文哲的軍機處管理，只有少數二、三人可動用這些錢，呼籲柯文哲對自己的行為負責，回答清楚外界的疑問。

### 9月12日：柯文哲陣營的懶人包
柯文哲辦公室發布「台大醫院MG149懶人包」，對第一步指控做解釋：
1. 「私帳」絕非私人帳戶，「SICU私帳」是外科加護病房團隊私人繳交之互助金。
2. 「私帳」由醫務秘書（現為劉如意女士）負責管理，資金來源為外科加護病房團隊私人繳交之互助金，資金用途作為婚喪喜慶、春遊、秋操、尾牙等活動支出，也做為臨床實驗經費應急支用。
3. MG149公帳部分，凡是研究團隊成員，包括柯文哲，依國科會及台大醫院法規規定，可支領研究計畫之相關耗材之申請、出國差旅費及其他法定項目。
4. 5-5分帳指的是：個別醫師申請研究計畫之經費所餘，50%納入「公帳」以鼓勵年輕醫師與研究生之創新研究與研究計畫升級。另外50%納入「個別帳」，以利個別醫師後續研究計畫之推動，全為經過台大醫院控管之公帳，無關私帳
5. 為鼓勵公益性捐款，相關稅法鼓勵捐贈給公益性團體。企業與個人皆可捐款給台大醫院，並指定給「外科加護醫療經費(代號：MG149)」，即可合法抵稅。
6. 「外科加護醫療經費(代號：MG149)」內有關國科會研究計畫專案部分。經2012-2013年長達一年時間搜索訊問，偵查結果並無不法，本案簽結完畢。
7. 柯美蘭和其他多位年輕的台大醫師一樣，因符合「外科加護醫療經費(代號：MG149)」研究計畫，皆曾獲得MG149公帳支援其研究。2010年6月，柯美蘭也將過去所獲得支援研究之經費數額，全數贊助MG149經費公帳。
8. 「True」和「False」，只不過是資料判別型態的兩種結果，只能詮釋為「符合」或「不符合」資料的篩選條件或資料定義（參見布林運算）。與真假帳無關。

### 9月13日：柯文哲陣營的臉書反擊行動
2014年9月13日凌晨零點5分，柯文哲在Facebook發表一則完全公開的動態時報相片上公開宣示「反抹黑、抓烏賊」。

### 9月18日：柯文哲公布競選經費、所得清單、財產清單、SICU私帳、 18年扣繳憑單
柯文哲於競選總部召開「光明磊落」記者會，公布：競選經費、所得清單、財產清單、SICU私帳，和夫妻兩人18年的扣繳憑單紀錄。
發表聲明 （页面存档备份，存于） ：
1. 遣責對手踐踏專業、打擊醫療研究。
2. 呼籲連勝文不要躲在蔡正元、羅淑蕾的烏賊戰後面，也不要躲在家族和政黨的保護傘底下。
3. 一個理想的制度卻因為柯文哲參選台北市長，而遭到抹黑攻擊。
4. MG149三個原則：支出辦法明文化（依法不依人）、帳目定期公開、所有權和管理權分開。
5. MG149的目的在於幫助有關人員成長，使其日後有更大的力量幫助世人。其理想在於前輩幫助後輩，等後輩長大再幫助更未來的人員，在台大醫院形成良性的循環，鼓勵人性向善的一面，打破台大醫院歷史上循環剝削的陋習，這是一個有理想色彩的組織。
6. MG149的公帳與個別帳都是公款，都在台大醫院會計室內運作，一切依照國家法規及台大醫院的制度辦理。
7. SICU私帳不是柯文哲個人的小金庫，是外科加護病房同仁的福利互助金，依照團隊的規範運作。
8. 敬告連勝文先生，不要侮辱我的妹妹柯美蘭。柯文哲兄妹從來沒有將MG149的任何一塊錢放到自己的口袋裡面。
9. 聲明最後說：「我再次呼籲連勝文先生：請你儘速公佈競選經費細目、請你公布財產清單、請你公布歷年所得稅清單、請你公布畢業之後在那家公司？做什麼工作？拿了多少酬勞？讓我們一起接受台北市民的檢驗。」，

並解釋，
- 柯文哲妹妹柯美蘭狀況，則是當時需要僱用研究助理，但個人僱用助理無法幫助理保勞健保，因此申請以MG149公帳僱用助理，由SICU私帳借支經費58萬元，之後透過捐款公帳的方式，償還了所借用的款項，因此沒有公、私帳現金互通的情形[13]。
- 帳戶中的公款需要依規定向台大報銷，不可能流入私帳[14]。捐款給SICU私帳沒有單據，當然也無法用來節稅。而捐給MG149公帳則會有台大醫院的捐款收據，可以合法抵稅[15]。

### 9月22日：羅淑蕾在Facebook公開文件內容
羅淑蕾在Facebook公開「臺大醫院外科加護醫療經費(代號:MG149)」文件內容，指控柯文哲洗錢、貪汙、偽造文書。更痛批柯文哲指使蔡璧如委託秘書劉如意管理的MG149私帳中，
1. 為何可以有國科會計畫、醫學院內計畫、廠商私人捐款的錢，為何可以進入私帳？
2. 有特定每個月20萬的捐款，是否是葉克膜廠商？
3. 為何涉及捐款的資料都要槓掉，改為預付款費用？
4. 為何捐款MG149公帳的企業可以包含出售藥品、醫療器材給臺大醫院的廠商，是否涉及利益輸送？

### 9月24日：壹週刊爆料
9月24日出刊的第696期《壹週刊》報導接獲台大醫院內部爆料，爆料者提出非常清晰的側錄錄音檔，內容為台大醫院地下四樓辦公室外科加護病房人員的對話，全長20分鐘，只有前面幾句，約52秒的時間是蔡壁如跟劉如意在討論MG149，其他都是蔡璧如跟麻醉科醫師葉育彰對話；爆料者指控此舉有教唆、串供之嫌。

### 10月7日：柯文哲遭鎖定查稅
國稅局被踢爆，於10月3日以「最速件」發文給凱達格蘭基金會、三采文化、公民媒體文化協會等至少五個曾邀請柯文哲演講或出書的團體，要求說明 2011年到2013年間，有無邀請柯文哲演講，並提示支付相關費用的相關憑證資料，例如匯款單、扣繳憑單等，同時說明有沒有捐款給台大醫院，或取得台大醫院的捐贈收據。公文要求在10月 9日之前提示相關資料，若不提供，可處三千元以上、三萬元以下罰鍰 。 凱達格蘭學校執行長鄭淑心昨表示，柯到校講課次數不超過十次，且幾乎不領演講費，凱校校長張富美也說，凱校的演講費很低，只給一千元，呼籲別為選舉把黑手伸進來影響教學。前公視總經理馮賢賢，於臉書PO文說: 告訴全世界，我們協會(公民媒體文化協會)家小業小，訪談來賓只有一千元車馬費，而柯P當場婉謝了。

### 10月7日：柯營再次回覆
- 柯營稱SICU私帳不可能有公帳款項流入，故不會有國科會、衛服部以及院內計畫的研究經費[23]。

- 柯營稱SICU私帳相關帳目日前已公開於眾，收入來源簡單，都是來自團隊同仁，並無外界所稱有對外收受捐款之事[24]。

### 10月20日：審計部回覆：未發現違法
調查台大402專戶下的MG149自2007年至2014年8月的收支情形，「未發現違反《會計法》及該院（台大醫院）『學術研究支援專款管理要點』等相關規定情事。」

## 案外案

### 柯美蘭申請MG149經費案
- 2014年9月10日，羅淑蕾爆料指出，MG149帳戶2003年開設，年收入平均多達上千萬元，帳目分為公帳、私帳、個別帳、臨床研究帳戶四類；加入MG149帳戶須繳會費，醫生每月四千元、護士一千元，柯文哲妹柯美蘭也出現在帳戶名單。對此姚立明第一時間否認柯的妹妹有加入帳戶，因只有台大醫師和護理師可用此帳戶，並批羅淑蕾「魚目混珠，極不道德。」柯辦發言人簡余晏批羅的指控沒證人、證據，「第五次狼來了。」發言人廖泰翔更在政論節目上嗆聲，如果柯美蘭有在帳戶名單上，願意辭去發言人職務。
- 2014年9月11日，羅淑蕾出示MG149的2008年帳冊記錄，指出柯美蘭名列其中，帳目顯示該年度因臨床研究等獲得的「公帳」收入約9萬多元、私帳支出8萬5千餘元，要求柯陣營說明清楚。姚立明當天接受媒體訪問時，改口承認柯美蘭在2007年讀台大醫學院博士班時，因研究經費不足曾向MG149專戶申請兩次補助，共新臺幣85,400元。但在同年研究計畫完成後就將補助款全數回捐。
- 2014年9月10日，羅淑蕾拿出MG149在2004、2005年帳戶明細表，表示柯美蘭從2003年就在使用該帳戶，且申請經費高達15次。更指出，經調閱台大醫學院論文資料，顯示柯美蘭攻讀台大生理學研究所博士班，畢業學年度為2000年、論文出版為2001年，質疑柯美蘭博士班早就畢業六年，如果真的是為了唸博士班，07年使用了經費，時間未免也差太遠。對此柯美蘭接受東森新聞電訪，親口坦承自己的確2001年早就畢業，但是她都是捐錢，做人坦蕩蕩，不用害怕。柯辦發言人簡余晏表示並不清楚柯美蘭何時從博士班畢業，但其一直有在做博士後研究，所以才會向MG149專戶申請補助，且每次研究結束，都有捐回補助款。而柯辦也在當天晚間發出聲明稿，但再度改口稱柯美蘭於2001年取得台大醫學院生理所博士學位，2001年出版博士論文，當時柯美蘭醫師隸屬署立新竹醫院，但同時於2001至2009年繼續在台大生理所進行研究計畫，於此期間申請MG149經費使用。
- 2014年9月18日，柯營於記者會中說明：柯美蘭確實於2004年向國科會申請一個1百萬元的計畫 (僱用研究助理)，但只獲得50萬元補助，她便透過台大MG149帳戶獲得58萬元補足差額，她後來已將這筆錢陸續還給MG149帳戶。柯美蘭曾和另外1位洪姓台大博士生在2004、2005年因共同研究所需合聘研究助理，而使用MG149帳戶的錢，柯美蘭最後一筆使用的錢是在2007年6月29日。後來也還給MG149帳戶。[25]

### 台大辦公室遭錄音
2014年9月24日出刊的《壹週刊》報導接獲爆料，爆料者提供非常清晰的側錄錄音檔，內容為台大醫院地下四樓辦公室外科加護病房人員的對話，全長20分鐘，前面52秒是蔡壁如跟劉如意在討論MG149，其他都是蔡璧如跟麻醉科醫師葉育彰對話。

## 立法院質詢

### 9月30日：立院質詢審計長
2014年9月30日，國民黨立委賴士葆在立法院質詢審計部審計長林慶隆。林慶隆回答，台大402專戶下約有400個戶頭，是依規定設立；其他醫院也有類似做法，至於有無利益迴避問題，要參考「勸募條例」。林慶隆表示，這類專戶屬審計部審核範圍，也定期做抽查工作，台大醫院開設專戶，也有經過財政部同意。他指出，402專戶有3種性質，包含社會救助、研究經費、及委託台大進行臨床實驗的費用；而該專戶核報時，就有說資金來源是接受民間捐款，或研究補助經費，也會用來支援較為困苦病患的醫療費用。林慶隆在回應針對賴士葆詢問台大402專戶下的帳戶及金額多少時說，MG149帳戶是根據台大醫院的學術研究支援專款管理要點設立，就審計部的了解，402專戶下像MG149的帳戶約有400個，加總到去年12月31日，402專戶結存10億6700萬元左右，其中8億多是研究案、1.85億是社會福利。賴士葆質疑，有獲得限制招標的醫療廠商捐款給台大醫院帳戶，恐有利益迴避的問題。林慶隆則說，事實上其他醫院也是有類似做法，像台北榮總現在還是有捐獻，但有通函會依照勸募條例公開備查。
10月6日，台大醫院院長黃冠棠出席立法院財政、教育聯席委員會，在接受質詢时，他坦承不知柯P內設MG149私規，且柯「用字確實不恰當」，台大医院不准許私設帳戶，他寧可相信MG149中的私帳是柯自己的互助會。至於被問到柯文哲設置私帳，並接受廠商捐款，有沒有違法？有沒有道德瑕疵？黃冠棠當場表示：「我認為是有，但這部分已經到檢調，所以由檢調認定這個情況。」

### 合法性
個別帳：立委管碧玲表示，五五分帳沒有問題。臺灣大學的法令裡頭，研究專利、技術移轉、產學合作，當事人是三七分帳，拿百分之七十，如果有專利的是拿百分之七十；如果沒有專利的，是五五分帳。個人、發明人是拿百分之五十。

## 各界反應

### 國民黨
馬英九透過黨的秘書長曾永權下令國民黨立院黨團成立PK小組，協助國民黨候選人議題攻防，PK小組以代理大黨鞭費鴻泰主導，首波攻擊鎖定柯文哲的MG149爭議。羅淑蕾則表示感謝黨團加入，力量將會更大。

### 政界人士
1. 台大醫學系畢業的前立委沈富雄認為MG149帳戶可能有瑕疵，但沈富雄認為柯P的支持者仍舊認為錢沒有進到柯的口袋[30]。沈富雄表示MG149並沒有讓選票轉向連，呼籲連勝文應該要檢討自己。[31]
2. 2014年9月25日，正當柯文哲被MG149帳戶疑雲搞得烏煙瘴氣，前總統李登輝說：柯文哲是醫生，醫生有醫生的看法，醫生照顧病人是人性，他會照顧很多人，但他講話太白，很容易被拿來作文章、扯後腿，但是百姓需要的是會以民為主的市長，會關心百姓、照顧百姓才重要。[32]
3. 2014年9月26日蔡英文出席台灣北社的募款餐會，表示：如果有人覺得有問題，應該讓公正、有調查權的機構去調查，而不是片段的把資訊拿出來炒作。這對當事人是不公平的，而且這樣影射，有傷當事人的人格，選舉不是這樣選的。[33]
4. 林濁水在「國家瘋狂毆柯三步棋」ㄧ文指出， 打柯第一步棋：教授研究費案。 第二步棋：MG149 。由羅淑蕾領軍強攻MG149，再由馬總統接手全面動員行政體系，佈下天羅地網，從法務部、審計部、教育部、國科會、廉政署到立法院全部動起來，急如星火，全面追查柯文哲，細緻到包括柯文到各機關演講的單據都限定10月9日向國稅局提相關資料。[34]
5. 2014年10月8日，國民黨立委費鴻泰辱罵審計長林慶隆 「混吃等死」，要求審計部在一個星期內查明[35]。審計部於21日函覆立院，認定MG149並無違法後，費鴻泰砲轟審計部「背離人民期待」、「耍無賴」、「尸位素餐」，並要求林慶隆下台。[36][37]
6. 親民黨主席宋楚瑜表示國民黨追打MG149案的手法與他的興票案一樣沒變。宋說，原本指控貪汙、洗錢，現在又改成查稅，興票案當年一開始也是一樣的。[38]

### 媒體與其他人士
1. 學者南方朔 發表《黨國動員打柯文哲！》，指出：一般人都認為，連勝文勝利的機會不大。但馬英九團隊卻認為無論如何，台北市絕對不容失敗，於是他們遂想盡辦法，要在柯文哲的財務操守上作道德文章。柯文哲有一個MG149帳戶，只是400多個帳戶的一個，既不違理，也不違法。但馬陣營卻認為在柯文哲的帳戶及財務上作文章，展開攻擊，可以將柯影射為貪財的人，從而瓦解柯的形象，國民黨即可敗中求勝。[39]
2. 台大前醫師黃熾楷：特別費、教授研究費、MG149不是歷史共業。[40]
3. 資深媒體人周玉蔻：國民黨為了選舉，集中行政立法機關等國家機器攻擊柯文哲的手段已違反行政中立原則 。[41]
4. 連勝文競選辦公室機動組組長張碩文，在政論節目脫口說出：我相信柯文哲清白。 [41]
5. 郭台銘稱讚羅淑蕾揭發MG149帳戶的真相很勇敢。[42]
6. 前公視總經理馮賢賢，於臉書PO發文，寫道：我在巴哈的故鄉，仍避不了馬政府的政治污染。今天收到同仁電郵說，國稅局發函來公民媒體文化協會查柯文哲的報稅記錄。同仁電話詢問，國税局人員說是長官交辦的。去年我曾在協會的網路節目「賢出没注意」與柯P對談，國稅局真了不起，這麼小衆的傳播也滴水不漏纳入追殺柯文哲的標的。告訴全世界，我們協會家小業小，訪談來賓只有一千元車馬費，而柯P當場婉謝了。國稅局，你們追查權貴資本家逃漏税若有這般用力，國庫的錢必定會滿到淹出來的。[43]
7. 台大醫院婦產科名醫施景中臉書發文，痛斥選擇性對政敵查稅，是很無恥的做法。痛批國稅局是政黨的國稅局，還是國民的國稅局？要求包括財政部長張盛和、以及總統馬英九應對此發表看法。台灣的司法院是否該調查，台灣人民的權利受到多少侵犯。[44]
8. 世新大學客座教授王健壯以美國IRS利用查稅手段，刁難茶黨為例。財政部台北國稅局發文民間組織，調查柯文哲的版稅與演講費收入，當然也可視為醜聞。稍有政治敏感的人都知道，在市長選舉期間，發公文調查一位市長參選人的演講收入，已經夠白目了，事後又蠢到以那些不成理由的理由來詭辯，也難怪會被人以「蠢斯爛矣」來形容，真是有夠蠢，也有夠爛。[45]
9. 2014年10月9日，英國廣播公司（BBC）中文網報導：國民黨立委指控的MG149案，無論檢調或國稅局偵辦動作奇快無比。反觀，和連勝文有關的金衛聯貸案，檢調機關遲遲未有動作。一些媒體公布的民調顯示柯文哲仍持續領先國民黨台北市長候選人連勝文。不過從國民黨立院黨團本周與行政院長餐會上的慶功，並被描述士氣大振來看，民調也許不見得反映競選狀況。從過往的例子來看選前的民調失凖時有發生，另一過往的例子則是：國民黨在選舉時提出針對對手的貪腐指控，即使日後司法調查審判後遭指控者被證明清白，但在選舉時能起到拉下對手作用。親民黨主席宋楚瑜近日在媒體上以其當年遭控的興票案抨擊國民黨的選舉手法，而民進黨也以該黨主席蔡英文遭控宇昌案的遭遇稱這是國民黨選舉奧步。[46]

### 民意調查
TVBS在9月15日至17日對台北市20歲以上的選民進行電話訪問，相信柯文哲清白的民眾有42%，不相信的民眾有17%，沒意見的有41%。根据三立新聞在10月2日的民调，相信柯文哲清白的民眾超過5成，不信者一樣停留在不到2成。

## 檢方調查

### 選舉前
2014年9月23日，檢調單位於近一周內已前後約談了3批台大醫院人員。9月25日，臺北地檢署以「他」字案偵訊蔡璧如。10月2日檢調約談台大ECMO組長蔡壁如、帳戶管理人劉如意。10月29日下午，台北地檢署傳訊台大醫院醫師吳毅暉、醫務秘書劉如意和羅淑蕾的律師郭蕙蘭，釐清MG149賬戶細節與當初使用狀況，3人皆以證人身分出席。

### 選舉後
2015年7月台北地检署将此案由他字案转为侦字案，7月28日对柯文哲以被告身份进行传唤，同一天亦传唤了罗淑蕾、蔡璧如和刘如意。8月3日传唤医药器材公司负责人和业务作证，8月4日传唤台大医院护理人员作证。
2016年6月8日，台北地檢署偵結，檢察官認為柯文哲涉嫌違反貪污治罪條例罪及涉犯刑法背信、詐欺取財、行使業務登載不實文書、公務員假借職務機會煽惑他人犯罪及違反商業會計法、稅捐稽徵法等罪嫌，均因罪嫌不足，予以不起訴處分。
台北地檢署依職權送台灣高檢署再議，高檢署認為台北地檢署認事用法並無違誤，7月15日駁回再議，全案不起訴處分確定。台灣高檢署駁回的主要理由，是認為柯文哲主導帳戶是否違法已確實偵查，與貪污罪法律構成要件不符；柯文哲不具公務員身分、核銷未違反規定，也未將錢中飽私囊，據以推論柯缺乏主觀上的犯意。

## 監察院糾正案
MG149案使得台湾公立医院接受民间捐款问题受到关注，监察院监察委员高鳳仙，对这一问题进行调查。2015年8月13日监察院通过高鳳仙委员的调查报告，并对台大醫院、成大醫院、陽明醫院、教育部及衛福部的缺失进行纠正。

## 註解
1. 1 2  . 新頭殼. 2014-10-20  [2014-10-20]. （原始内容存档于2014-10-21）.
2. ↑  林靖堂. . 今日新聞. 2014-10-21  [2014-10-21]. （原始内容存档于2015-07-22）.
3. 1 2  錢利忠. . 自由时报网. 2015-07-23  [2015-08-29]. （原始内容存档于2019-06-15）.
4. ↑  . 自由時報. 2014-09-13  [2014-10-09]. （原始内容存档于2019-06-13）.
5. ↑  詳見曾是臺大醫學院眼科博士研究生柯美蘭，柯美蘭是柯文哲的妹妹。
6. ↑  . 中央社. 2014-09-18  [2014-10-09]. （原始内容存档于2016-03-04）.
7. ↑  . 新頭殼. 2014-09-12  [2014-10-09]. （原始内容存档于2014-10-15）.
8. ↑  . 新頭殼. 2014-09-10  [2014-10-10]. （原始内容存档于2014-10-09）.
9. ↑  . 自由時報. 2014-09-13  [2014-10-10]. （原始内容存档于2019-06-13）.
10. ↑  詳情請參閱2014年9月11日年代新聞台電視節目新聞面對面
11. ↑  . 新頭殼. 2014-09-12  [2014-10-10]. （原始内容存档于2014-10-15）.
12. ↑  .   [2014-10-20]. （原始内容存档于2019-02-17）.
13. ↑  . 風傳媒. 2014-09-18  [2014-10-10]. （原始内容存档于2016-03-04）.
14. ↑  . 中央社. 2014-09-18  [2014-10-10]. （原始内容存档于2014-10-15）.
15. ↑  . 中央社. 2014-09-18  [2014-10-10]. （原始内容存档于2016-03-04）.
16. ↑  . 壹週刊. 2014-09-24  [2014-10-24]. （原始内容存档于2014-12-22）.
17. ↑  . 蘋果日報. 2014-09-25  [2014-12-15]. （原始内容存档于2020-02-24）.
18. ↑  .   [2014-12-15]. （原始内容存档于2015-09-24）.
19. ↑  .   [2014-11-04]. （原始内容存档于2019-06-22）.
20. ↑  .   [2014-11-04]. （原始内容存档于2016-11-18）.
21. ↑  .   [2014-11-04]. （原始内容存档于2016-11-18）.
22. ↑  .   [2014-11-04]. （原始内容存档于2016-03-04）.
23. ↑  . 世界新聞網. 2014-10-07  [2014-10-10]. （原始内容存档于2014-10-10）.
24. ↑  . NowNews. 2014-10-07  [2014-10-10]. （原始内容存档于2014-12-30）.
25. ↑  .   [2014-10-10]. （原始内容存档于2014-10-15）.
26. ↑  .   [2014-11-27]. （原始内容存档于2014-10-07）.
27. ↑  . 蘋果日報. 2014-10-06  [2014-10-10]. （原始内容存档于2016-03-05）.
28. ↑  . 2014-10-06  [2014-10-10]. （原始内容存档于2016-03-16）.
29. ↑  陳立國、黃家緯. . 三立新聞. 2014-10-06  [2014-10-11]. （原始内容存档于2014-10-13）.
30. ↑  .   [2014-11-27]. （原始内容存档于2014-10-10）.
31. ↑  . 蘋果日報. 2014-10-08  [2014-10-08]. （原始内容存档于2016-03-04）.
32. ↑  .   [2014-10-17]. （原始内容存档于2020-02-27）.
33. ↑  林朝億. . 新頭殼. 2014-09-26  [2014-10-10]. （原始内容存档于2014-10-16）.
34. ↑  .   [2014-11-04]. （原始内容存档于2014-11-02）.
35. ↑  陳文蔚. . 民報. 2014-10-06  [2014-10-11]. （原始内容存档于2019-06-29）.
36. ↑  .   [2014-11-04]. （原始内容存档于2016-03-04）.
37. ↑  .   [2014-11-04]. （原始内容存档于2019-06-16）.
38. ↑  .   [2014-10-08]. （原始内容存档于2018-11-28）.
39. ↑  .   [2014-11-04]. （原始内容存档于2014-11-02）.
40. ↑  . 蘋果日報. 2014-09-25  [2014-10-10]. （原始内容存档于2016-03-04）.
41. 1 2  激辯MG149  请检查|url=值 (帮助). 壹電視. 2014-10-05  [2014-11-04]. （原始内容存档于2015-07-12）.
42. ↑  .   [2014-11-04]. （原始内容存档于2014-11-02）.
43. ↑  .   [2014-11-04]. （原始内容存档于2016-12-23）.
44. ↑  .   [2014-11-04]. （原始内容存档于2015-09-24）.
45. ↑  .   [2014-11-04]. （原始内容存档于2014-11-04）.
46. ↑  .   [2014-11-04]. （原始内容存档于2014-11-02）.
47. ↑  王鼎鈞. . NOWnews. 2014-09-19  [2015-07-23]. （原始内容存档于2015-11-15）. 外部链接存在于|title= (帮助)
48. ↑  . 三立新聞. 2014-10-06  [2015-07-23]. （原始内容存档于2014-10-07）.
49. ↑  . 新頭殼. 2014-09-23  [2014-10-10]. （原始内容存档于2014-10-06）.
50. ↑  . TVBS. 2014-09-25  [2014-10-10]. （原始内容存档于2019-06-16）.
51. ↑  . TVBS. 2014-09-23  [2014-10-10]. （原始内容存档于2015-08-01）.
52. ↑  劉世怡. . 中央通讯社. 2015-07-28  [2015-07-28]. （原始内容存档于2016-03-04）.
53. ↑  呂志明、賴又嘉. . 苹果日报网. 2015-08-03  [2015-08-29]. （原始内容存档于2017-09-17）.
54. ↑  呂志明. . 苹果日报网. 2015-08-04  [2015-08-29]. （原始内容存档于2015-09-24）.
55. ↑  張暐珩. . 东森新闻云. 2015-08-13  [2015-08-29]. （原始内容存档于2019-06-16）.